# Twentysomething
Twentysomething – trzeci album Jamiego Culluma. W Europie wydany 20 października 2003 roku, w Stanach Zjednoczonych 11 maja 2004. Nagrany został w Mayfair Studios w Londynie.
Pierwszy singel „These Are the Days” przyniósł popularność albumowi, który składa się z coverów, jazzowych standardów oraz kompozycji Culluma.
Płyta została wydana w różnych wersjach dla Europa wschodniej, zachodniej, Stanów Zjednoczonych i Japonii.

## Lista utworów
CD (Europa)
1. „What a Difference a Day Made” (Stanley Adams, Maria Grever) – 5:08
2. „These Are the Days” (Ben Cullum) – 3:21
3. „Singin' in the Rain” (Arthur Freed, Nacio Herb Brown) – 4:07
4. „Twentysomething” (Jamie Cullum) – 3:40
5. „But for Now” (Bob Dorough) – 3:55
6. „Old Devil Moon” (Burton Lane, Yip Harburg) – 4:11
7. „I Could Have Danced All Night” (Alan Jay Lerner, Frederick Loewe) – 3:24
8. „Blame It on My Youth” (Oscar Levant, Edward Heyman) – 3:11
9. „I Get a Kick Out Of You” (Cole Porter) – 4:10
10. „All at Sea” (Jamie Cullum) – 4:33
11. „The Wind Cries Mary” (Jimi Hendrix) – 3:35
12. „Lover, You Should've Come Over” (Jeff Buckley) – 4:48
13. „It's About Time” (Ben Cullum) – 4:06
14. „Next Year, Baby” (Jamie Cullum) – 4:48

CD (edycja specjalna, Australazja)
15. „Everlasting Love” (Buzz Cason, Mack Gayden)
16. „Frontin'” (Pharrell Williams, Chad Hugo, aranż. Jamie Cullum Trio) – 5:49
17. „Can't We Be Friends” (Kay Swift, Paul James)
18. „High and Dry” (Colin Greenwood, Ed O’Brien, Jonny Greenwood, Phil Selway, Thom Yorke) – 4:18